# Catecismo da Igreja Católica
O Catecismo da Igreja Católica (Edição Típica Vaticana), publicado em 1992, é uma exposição da fé católica e da doutrina da Igreja. Trata-se de um documento confessional de referência, oficial e autêntico, para o ensino da doutrina da Igreja Católica Apostólica Romana, com o qual pode-se conhecer o que a Igreja professa e celebra, vive e reza em seu cotidiano. A Igreja considera seu catecismo como fiel e iluminado pela Sagrada Escritura, pela Tradição apostólica e pelo Magistério da Igreja. Ele foi organizado de maneira a expor em linguagem contemporânea os elementos fundamentais e essenciais da fé cristã. Neste livro encontram-se orientações para o católico comprometido com sua fé. É também oferecido a todo homem que deseja conhecer o que a Igreja crê. Em 2005 foi preparada uma versão resumida desse catecismo em forma de perguntas e respostas chamada de Compêndio do Catecismo da Igreja Católica. O texto está disponível em nove línguas, no website do Vaticano, o qual também possui o texto do Catecismo em seis línguas (ver Ligações externas).

## Etimologia do termo "catecismo"

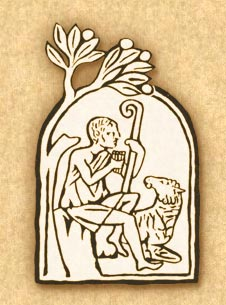
Logo do Catecismo da Igreja Católica. O logotipo representa uma pedra sepulcral cristã das Catacumbas de Domitila (Roma), do final do século III. Esta imagem é usada pelos cristãos para simbolizar o repouso e a felicidade que a alma do falecido encontra na Vida Eterna. A figura sugere também alguns aspectos que caracterizam o Catecismo da Igreja Católica: Cristo, Bom Pastor, que conduz e protege seus fiéis (a ovelha) com sua autoridade (o cajado), os atrai pela melodiosa sinfonia da verdade (a flauta) e os faz repousar à sombra da "árvore da vida", sua Cruz redentora que abre o paraíso.

A palavra "catecismo" vem do latim tardio catechismus, por sua vez originado do termo grego κατηχισμός, derivado do verbo κατηχέω que significa "instruir a viva voz", pois tem em sua raiz ἦχος que denota um "som". Catecismo, originalmente, era uma forma de instrução oral dos dogmas, princípios e moral do cristianismo. Portanto, originalmente, a palavra "catecismo" significava informar, instruir e ensinar de viva voz, para distinguir do ensino realizado através de livros escritos. Enquanto o ensino exclusivamente dos livros é feito individual e silenciosamente, a catequese (ou catecismo) é feita com a presença de um instrutor, ensinando a viva voz.
Portanto, por extensão, o termo "catecismo" passou a ser usado para designar o livro ou livros preparados com o propósito de instruir os catecúmenos, p.e., o Didaquê do 1º ou 2º século da Era Cristã. Somente no século XVI na Alemanha esses livros receberam literalmente o título de catecismo "na capa": em 1528 com o reformador protestante Andreas Althamer  e em 1529 com o reformador Martinho Lutero. Sendo seguidos por outros catecismos protestantes e católicos.
Para outras informações sobre catecismo e catequese, no sentido geral, veja o verbete "catecismo" na Wikipédia.

### Ocorrências de"κατηχέω"no Novo Testamento Grego
Variações da palavra grega "κατηχέω" (catequese) aparecem 8 vezes na Bíblia Sagrada:
- Evangelho de Lucas 1.4: "... dos ensinamentos que recebeste." (Bíblia de Jerusalém)
- Atos dos Apóstolos 18.25: "Fora instruído no caminho do Senhor..." (Bíblia de Jerusalém)
- Atos dos Apóstolos 21.21 e 24: "Ora, foram informados..."; e "... do que se propala a teu respeito..." (Bíblia de Jerusalém)
- Carta aos Romanos 2.18: "... instruído pela lei..." (Bíblia de Jerusalém)
- Carta aos 1Coríntios 14.19: "... dizer cinco palavras... para instruir também os outros..." (Bíblia de Jerusalém)
- Carta aos Gálatas 6.6, duas ocorrências: "Quem é instruído na palavra, torne participante em toda sorte de bens aquele que o instrui."  (Bíblia de Jerusalém)

## História do Desenvolvimento
Devemos destacar primeiramente que, embora a palavra "catecismo" e seus cognatos já fosse conhecida e usada, contudo, não existiram obras com tal título até o século XVI.

### A finalidade e uso das obras "catequéticas"
Popularmente, catecismo é uma exposição das principais verdades da fé, elaborada por escrito, normalmente em forma de perguntas e respostas. Primitivamente, designava a instrução dos catecúmenos, e o exame de religião que deviam prestar antes do batismo. É neste sentido que a palavra ocorre nas obras de São Tomás de Aquino, no século XII. No século XV, já indicava simplesmente a instrução que se fazia às crianças batizadas.

### Obras antigas de conteúdo "catequético"
No ano 529, São Cesário de Arles expôs no Concílio de Vaison, em Saint-Marcellin-lès-Vaison, a necessidade imperiosa de se criarem escolas no campo para a instrução do povo, sugestão que foi prontamente acatada por todos os bispos presentes, que ordenaram seus padres a este ofício em todo território dos impérios franco, visigodo, ostrogodo e Reino da Borgonha. As escolas foram fundadas nos mosteiros, capelas e catedrais, e ensinavam religiosos em regime de internato e leigos. Além disso, nas aldeias, professores leigos eram capacitados para instruir as crianças e jovens.
Pelo ano 900 foi publicado na Alemanha um livro chamado Disputatio puerorum, um diálogo escolar que oferecia um vislumbre vívido e direto sobre o tipo de instrução recebida por religiosos e leigos nas escolas das abadias dos impérios carolíngios e romanos. Seu formato de perguntas e respostas entre alunos e mestres oferecia, além do Trívio e Quadrívio, instrução sobre a natureza do corpo e da alma, os livros do Antigo e do Novo Testamento, a Missa e o Oração do Senhor. Era este famoso livro um verdadeiro curso que constituía a alfabetização cultural básica nas salas de aula monástica dos séculos IX ao XI, com conteúdo extraído principalmente das obras de Isidoro de Sevilha, Santo Agostinho de Hipona, São Gregório Magno, Venerável Beda e Santo Alcuíno de Iorque, erudito doutor e sacerdote, patrono das universidades cristãs.
Em 1100 o prolífico teólogo Honório de Autun, aluno de Santo Anselmo, publicou o famoso livro Elucidarium, dividido em três partes: Credo, Mal físico e moral, e Novíssimos, que foi traduzido para muitas línguas europeias, obtendo sucesso em todos os meios eclesiásticos. A forma clássica de perguntas e respostas pode ser notada na obra, onde o Mestre pergunta e o discípulo responde. O pedagogo e cardeal Hugo de São Vitor também, por esta mesma época, publica um importante livro catequético, De quinque septenis Seu Septenariis Opusculum, largamente difundido entre o clero. Seus cinco setenários (sete petições do Pai Nosso, sete bem-aventuranças, sete pecados capitais, sete dons do Espírito Santo e sete obras de misericórdia são tornados padrão em todos os catecismos subsequentes. Em 1273 Raimundo Lúlio, célebre filólogo e educador catalão, publica Doutrina Pueril dividida em duas partes: orações e instrução. Também granjeia celebridade entre os eclesiásticos. A partir daí grandes quantidades de catecismos são publicados em muitas partes da Europa, e se difundem cada vez mais com a invenção da imprensa em 1455.
Em 1212 houve uma determinação do Concílio de Paris, sobre o empréstimo de livros como obra de caridade (cfr. Joan Evans, The Fowering of the Middle Ages, Thames and Hudson, London,1966 pp. 193–195). Em 1215, o Quarto Concílio de Latrão estabeleceu que em cada Catedral houvesse uma escola de gramática. O Papa Honório III, sucessor do Papa Inocêncio III, determinou que o Bispo que não tivesse estudado a Gramática de Donato devia ser deposto (Cfr. James J. Walsh, The Thirteenth, Greates of Centuries, Catholic School Press, NewYork, 1929, p. 30).
Em 1281, o Concílio de Lambeth, realizado na Inglaterra, emitiu uma ordem para se elaborar um catecismo onde se explicasse e ensinasse os artigos de fé, o Credo dos Apóstolos, os Dez Mandamentos, as sete obras da misericórdia corporais e espirituais, os sete pecados capitais, as sete virtudes e os sete sacramentos. Estas doutrinas compreendiam o conhecimento teológico mínimo que o Concílio considerava necessário para os leigos saberem.
Em 1400, Jean Gerson, padre chanceler da Universidade de Paris conhecido como Doutor Cristianíssimo, foi o primeiro a sugerir a elaboração de um resumo da doutrina cristã, destinado a crianças e pessoas simples, que dificilmente tinham oportunidade de ouvir um bom sermão. A ideia de Gerson só tomou vulto em 1429, por iniciativa do Sínodo de Tortosa, na Espanha.
Em 1509, apareceu em Colônia um opúsculo anônimo, intitulado Fundamentum aeternae felicitatis, verdadeiro catecismo que trata do Símbolo, Pai-Nosso, pecados capitais, pecados de cooperação, Sacramentos, dons do Espírito Santo, obras de misericórdia, bem-aventuranças, novíssimos, graça e virtude, pecados contra o Espírito Santo. Sem terem formalmente o nome de catecismo, existiam, em latim e em vulgar, ainda outros manuais que expunham os artigos principais da fé em linguagem acessível e bastante popular.

### O uso formal do título "catecismo"
A primeira obra catequística usando formalmente o título de "catecismo", se deve ao humanista e reformador protestante Andreas Althamer, publicada em 1528, na cidade de Nuremberga, na Alemanha. Em 1529, o ex padre Católico Martinho Lutero editou o "Catecismo Maior" e o "Catecismo Menor", cujo valor didático excedia, em todos os pontos de vista, ao catecismo de Althamer e outros reformadores. Portanto, deve-se ao reformador Lutero a popularização do uso do título "catecismo" que foi impulsionado principalmente pelos protestantes que usaram largamente o título.

Deve-se destacar que embora o uso de "catecismos" (livros) seja atribuído normalmente aos católicos ao ponto de muitos protestantes atuais estranharem, contudo, há mais catecismos protestantes oficiais do que católicos.
Durante o ministério de João Calvino em Genebra cerca de nove catecismos estiveram em uso, três deles anteriores à sua chegada na cidade. Esses catecismos eram também cartilhas que ensinavam rudimentos de aritmética e leitura, além de temas religiosos. Eles concentravam-se na Oração do Senhor, no Credo dos Apóstolos e nos Dez Mandamentos, além de incluírem versículos bíblicos e orações para diferentes ocasiões do dia. Também incluíam perguntas e respostas simples utilizadas na admissão à mesa do Senhor. Os catecismos maiores eram usados para instrução e as perguntas mais precisas e simples serviam como a confissão necessária para participar da Ceia. Um conjunto dessas perguntas foi acrescido a algumas edições do catecismo de Calvino.
Os mais importantes catecismos de teologia protestantes são: o Catecismo Maior e o Catecismo Menor de Martinho Lutero; o Catecismo de Genebra (1537 e 1542) de João Calvino; o Catecismo de Heidelberg (1563), de teor mais ecumênico; e o Catecismo Maior e Breve Catecismo de Westminster (da Assembleia de Westminster em 1643-1649).

### A ordem dos temas dos "catecismos"
Ora, desde que Santo Tomás de Aquino, em 1256, expôs em cinco opúsculos separados (1) o Símbolo, (2) o Pai-Nosso, (3) a Saudação Angélica, (4) o Decálogo (5) e os Sacramentos, não é temerário dizer-se que já havia uma ordem tradicional de matérias (temas) que se popularizou na Igreja Católica e foi continuada pelos protestantes a seu modo. Nos seus cinco opúsculos, o Doutor Angélico afasta-se, por assim dizer, de seu habitual método científico. Adapta-se melhor à compreensão dos engenhos mais simples. Não aduz provas de alta filosofia, prodigaliza exemplos e comparações da vida cotidiana, e de seus arrazoados tira conclusões de alcance prático. Portanto, o conteúdo de sua obra se caracteriza como um "catecismo" para catecúmenos, embora não use esse título, em vez de um compêndio de teologia para teólogos.
Como essa disposição tinha seus méritos e já estava consolidada, nada mais natural que Lutero seguisse aquilo que já era comum na tradição da Igreja Católica para ensino dos catecúmenos. Por isso, por exemplo, em seu "Catecismo Menor" Lutero seguiu a ordem tomiasta explicando (1) os Mandamentos, (2) o Credo Apóstólico (Símbolo), (3) o Pai-Nosso, (4) o Batismo, (5) o uso das Chaves (6) e a Eucaristia.
Semelhantemente, João Calvino, na primeira edição (1536) de sua obra Magna, "Institutio Christianae Religionis" (A Instituição da Religiâo Cristã, popularmente chamada de "Institutas"), dispôs os temas como segue: (1) A lei: exposição do Decálogo; (2) A fé: exposição do Credo dos Apóstolos; (3) A oração: exposição da Oração Dominical; (4) Os sacramentos; (5) Os cinco falsos sacramentos; (6) A liberdade cristã, o poder eclesiástico e a administração política. Nessa disposição, ele demonstrou sua dívida com a tradição recebida dos antigos. Por certo, nesse sentido, os protestantes não podem reclamar exclusivamente para si a matéria e finalidade dos catecismos, embora tenham tido um grande papel em sua popularização no uso formal do título. Mas os protestantes "contribuíram" para o desenvolvimento dos catecismos católicos no sentido de induzir a reação católica como resposta à doutrina protestante impulsionando assim a produção de catecismos católicos que reafirmaram e deixaram mais clara as doutrinas católicas diante das doutrinas dos hereges protestantes.

### Catecismos Católicos de Referência
Consta que, por ocasião da Dieta de Augsburgo em 1530, os católicos compuseram também um catecismo, do qual já não existe nenhum exemplar. O primeiro catecismo católico na Alemanha, do qual se tem notícia certa, é o do teólogo Georg Witzel, impresso cinco anos mais tarde, em 1535.
Nas missões da América houve catecismos católicos do modelo atual, que são anteriores a Althamer e Lutero. Devido ao fato de os protestantes reclamarem para si a introdução do catecismo, no fim do século XVI, o Núncio Apostólico Antonio Possevino, S.J., protestou energicamente: "Repetimua nostra, non usurpamus aliena", isto é, "Reclamamos o que é nosso, não nos arrogamos o que é dos outros". Embora os protestantes tenham usado o título, o conteúdo e uso já era corrente na Igreja Católica.
Um dos primeiros catecismos que influenciaram o Catecismo Romano foi o elaborado por ordem do segundo Sínodo Provincial de Lavaur, em 1368. Inspirando-se nos opúsculos de Santo Tomás, expõe, para uso do clero, o nexo orgânico dos principais artigos da fé. Precursor remoto do Catecismo Romano, o manual de Lavaur, conhecido como "Catechismus Vaurensis" teve várias edições, mas nenhuma delas chegou até nós.
As instruções catequísticas de São Tomás de Aquino foram usadas ao longo dos séculos XIII e XIV em manuais e livros didáticos para sacerdotes e professores de religião. As explicações de São Tomás não são só notáveis por sua concisão e sua simplicidade de linguagem, mas também porque as principais partes do curso de instrução catequística são colocadas em conexão umas com as outras para que elas apareçam como um todo harmonioso. A grande influência dessas obras é especialmente proeminente no "Catecismo Romano" que o Concílio de Trento ordenou para os sacerdotes, religiosos, estudantes e para todos os professores de religião. Muitas das passagens explicativas em ambas as obras são quase idênticas.

### Auge: O Catecismo de Trento ou Catecismo de Pio V
O século XVI é o século do grande Catecismo Romano (também chamado Catecismo do Concílio de Trento ou Catecismo de Pio V), publicado em 1566. Ele foi encomendado durante a Contrarreforma Católica pelo Concílio de Trento, para expor a doutrina e aprofundar a compreensão e saber teológico do clero. Este catecismo difere de outros resumos da doutrina cristã para a instrução das pessoas em dois pontos: destina-se principalmente aos sacerdotes e bispos que são pastores de almas (ad parochos) e, como obra de referência, gozava de uma autoridade dentro da Igreja Católica jamais igualada por nenhum outro catecismo até o Catecismo de 1992.
A necessidade de um manual de autoridade popular surgiu do escasso conhecimento sistemático da fé entre o clero pré-Reforma e a pouca instrução religiosa entre os fiéis. Urgia-se que a catequese fosse feita com maior frequência e regularidade.
Os catecismos anteriores restringiam-se às noções que os pais ensinavam aos filhos no seio da família. Era preciso dar-lhe lugar de maior prestígio na própria igreja e na escola. Nesse sentido, trabalharam incansavelmente São Pedro Canísio, S. J., na Alemanha, Edmond Auger S. J., na França, São Roberto Belarmino, S. J., na Itália. Em 1597 São Roberto Bellarmino, um dos maiores doutores da Igreja Católica, 31 anos após a publicação do Catecismo Romano do Concílio de Trento, escreveu o Catecismo (Doutrina Cristã) em duas versões (compacta e estendida), resumindo o Catecismo Romano em forma de perguntas e respostas, que se tornou o maior best-seller de todos os tempos, traduzido para mais de 50 línguas em todo mundo. Foi este catecismo o ensino oficial entre os leigos da Igreja nos séculos XVII-XX. O Papa Pio X, em 1908, utilizou-se deste catecismo para preparar o seu conhecido Catecismo Maior, largamente difundido no mundo inteiro, e ainda hoje em uso nos meios tradicionais da Igreja Católica, sendo inclusive elogiado pelo Papa Bento XVI:
"A fé como tal é sempre idêntica. Portanto, o Catecismo de São Pio X conserva sempre o seu valor. O que pode mudar é a maneira de transmitir os conteúdos da fé. (...) Mas isso não impede que possa haver pessoas ou grupos de pessoas que se sintam mais à vontade com o Catecismo de São Pio X. É preciso não esquecer que aquele Catecismo derivava de um texto preparado pelo próprio Papa quando fora bispo de Mântua. O texto era fruto da experiência catequética pessoal de Giuseppe Sarto, e tinha como características a simplicidade de exposição e a profundidade de conteúdos. Também por isso, o Catecismo de São Pio X poderá continuar a ter no futuro alguns amigos.
Tanto o Catecismo Romano quanto o Catecismo de São Pio X, baseado em Bellarmino, continua em uso na Igreja católica, mas em círculos tradicionais, como Fraternidade Sacerdotal São Pedro, Administração Apostólica Pessoal São João Maria Vianney, Instituto de Cristo Rei e Sumo Sacerdote e Instituto do Bom Pastor, círculos tradicionalistas, como Fraternidade Sacerdotal São Pio X ou círculos sedevacantistas, como Fraternidade Sacerdotal São Pio V. Além desses nichos, muitos fiéis de orientação e sensibilidade conservadora fazem uso dos Catecismos Romano e de Pio X.

### O Catecismo Católico na Atualidade
Em 1985, nas comemorações do vigésimo aniversário de encerramento do Concílio Vaticano II, uma Assembleia Extraordinária do Sínodo dos Bispos manifestou o desejo de um Catecismo ou compêndio atualizado que abordasse a doutrina católica de forma geral, servindo de referência para catecismos e compêndios a serem preparados em diversos lugares do mundo. Após o Sínodo, o papa João Paulo II assumiu para si este desejo e deu início ao trabalho de formulação do Catecismo da Igreja Católica, entregando-o à população no dia 11 de outubro de 1992, resultado do trabalho que demorou seis anos.
O papa João Paulo II confiou ao cardeal Joseph Ratzinger em 1986 a responsabilidade de presidir uma Comissão composta por doze cardeais e bispos para preparar um projeto para o catecismo. Esta equipe contou com o apoio de uma Comissão de redação, formada por sete bispos diocesanos peritos em teologia e catequese. A Comissão deu diretrizes ao desenvolvimento do trabalho, cuja redação resultou em nove composições. Por outro lado, a Comissão de redação escreveu o texto e inseriu neles as modificações pedidas pela Comissão e examinou as observações de numerosos teólogos, exegetas e catequistas e bispos do mundo inteiro, a fim de melhorar o texto.

## Conteúdo do Catecismo da Igreja Católica (Edição Típica Vaticana)

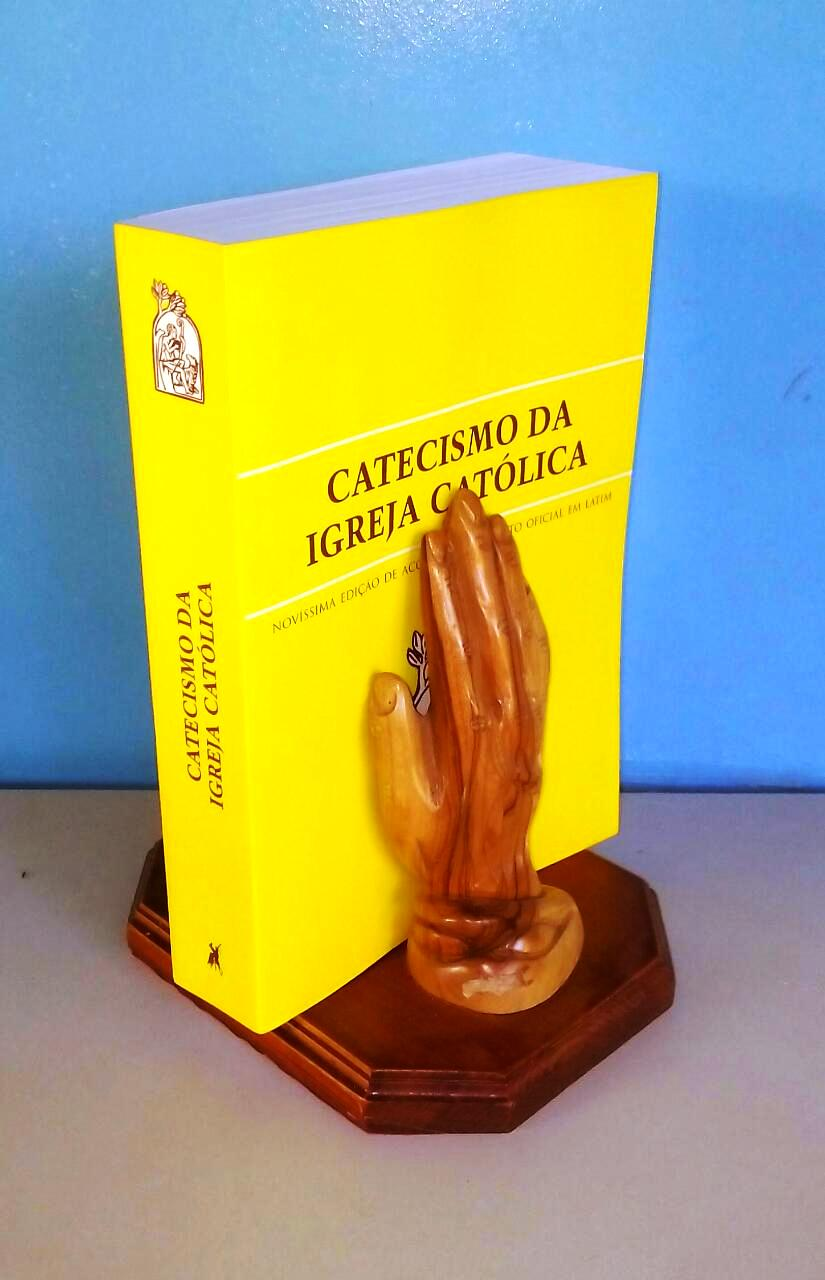
Uma edição em português.

O Catecismo da Igreja Católica (Edição Típica Vaticana) de 1992 é composto de assuntos que ajudam a iluminar as situações e problemas encontrados na Igreja Católica, traz assuntos com o objetivo de formar e direcionar os seus fiéis, explicando a Doutrina da mesma. Apresenta ensinamentos da Sagrada Escritura, da Tradição e do Magistério; segundo o catolicismo romano. Traz também a herança deixada pelos Santos Padres, santos e santas da Igreja. É destinado também a iluminar as novas situações e os problemas que ainda não tinham surgido no passado.

### Divisão do Conteúdo do Catecismo de 1992
O Catecismo da Igreja Católica de 1992 está dividido em quatro partes que estão interligadas:
- 1ª parte - A profissão de Fé, baseada no Credo, cujo objeto é o mistério cristão

Começa por expor em que consiste a Revelação, onde trata o tema de como Deus se dirige ao homem e como o homem responde a Deus. Resume os dons que Deus outorga ao homem, como Autor de todo bem, como Redentor e como Santificador.
- 2ª parte - A celebração do Ministério Cristão, que trata da sagrada Liturgia

Expõe sobre as ações sagradas da liturgia da Igreja, particularmente nos sete sacramentos.
- 3ª parte - A vida em Cristo, baseada no Decálogo, apresenta o agir cristão

Apresenta a fé da Igreja sobre o fim último do homem, criado à imagem de Deus: a bem-aventurança e os caminhos para chegar a ela. Trata assim do agir reto e livre, com ajuda da fé e da graça de Deus, ou seja, do agir que realiza o duplo mandamento da caridade, desdobrado nos  Dez Mandamentos de Deus.
- 4ª parte - A Oração Cristã, expressada no Pai-Nosso

Aborda o sentido e a importância da oração, terminando com um comentário sobre os sete pedidos da oração do Senhor.
A forma do Catecismo inspira-se na grande tradição dos catecismos que articulam a catequese em torno de quatro pilares: a profissão da fé batismal (o Símbolo), os sacramentos da fé, a vida de fé (Mandamentos) e a oração.